# José Manuel Robles Arnao y García
José Manuel Robles Arnao y García (Recuay, c. 1790 - Huaraz, c. 1860), fue un militar y político peruano, coronel del Ejército Libertador del Perú. Como vencedor en las batallas de Junín y Ayacucho, fue distinguido como prócer de la Independencia del Perú y benemérito de la patria.

## Biografía
Nació en la ciudad de San Ildefonso de Recuay en 1795, hijo de Juan José de Robles Arnao y Marcelina Martina García, acaudalados vecinos españoles del pueblo. Decidió, desde muy joven, colaborar con la causa libertadora junto con su hermano, el presbítero José María Robles Arnao y García. Ambos, liderando la Junta Patriótica de Huaraz, brindaron denodado apoyo al ejército del Libertador José de San Martín en la sierra y costa norte del Perú.

### Independencia del Perú
Al alejarse San Martín de escena, decide alistarse en el ejército del Libertador Simón Bolívar, este a través de su edecán Antonio José de Sucre, le confiere el rango militar de teniente coronel del Ejército Libertador del Perú, y encargado de la organización del ejército acantonado en la ciudad de Huaraz; corría el año de 1824.
El recientemente nombrado teniente coronel Robles Arnao, viendo la escasez de pertrechos, decide -en un gesto de gran patriotismo- donar parte de su fortuna para así poder armar un batallón completo con caballos, uniformes y armas, con los cuales lucharía en la gloriosa Batalla de Junín el 6 de agosto de 1824 y posteriormente en la Batalla de Ayacucho 9 de diciembre de 1824.
Por este gesto patriótico y su lucimiento en el campo de batalla, el Congreso Nacional le otorgó el título: Prócer de la Independencia del Perú, Benemérito de la Patria, Vencedor en Junín y Ayacucho y ascendido al rango de Coronel del Ejército Libertador del Perú.
Finalizado el proceso independentista, se concentró en la política y su carrera de leyes, logrando ocupar importantes cargos como Concejal de la Municipalidad de San Sebastián de Huaraz en 1828. Fue a raíz de la caída de la Confederación Perú-Boliviana que José Manuel Robles Arnao llegó a ser nombrado Gobernador de Recuay y Cotaparaco, posteriormente Subprefecto de Huari y Huaylas y finalmente 11.º Prefecto de Ancash en 1842

### Descendencia
Con la dama chacasina Tomasa Amez Navarro, hija del capitán español y gobernador de Huari, Francisco de Amez, tuvo un hijo, el abogado y magistrado José Manuel Robles Arnao y Amez quien también ocupó la prefectura de Áncash. Por otro lado, en una segunda relación con la dama huaracina Juana María de Lugo, tuvo al también abogado y político Antolín Robles y Lugo, quien llegó a ser alcalde de Huaraz en 1877, diputado por Huaraz en 1883, 1886-1889, 1889-1891 y 1892-1894, secretario de la Cámara de Diputados en 1889 y magistrado de la Corte Suprema de Justicia.